# NGC 4202
NGC 4202 is een spiraalvormig sterrenstelsel in het sterrenbeeld Maagd. Het hemelobject werd op 6 februari 1878 ontdekt door de Amerikaanse astronoom David Peck Todd.

## Synoniemen
- UGC 7337
- MCG 0-31-46
- ZWG 13.121
- PGC 39495